# Władimir Wasiutin
Władimir Władimirowicz Wasiutin (ros. Влaдимиp Bлaдимиpoвич Васютин; ur. 8 marca 1952 w Charkowie, zm. 19 lipca 2002 w Moskwie) – radziecki kosmonauta i pilot wojskowy.

## Kariera kosmonauty
Ukończył Wyższą Wojskową Szkołę Lotniczą dla Pilotów im. S.I. Gricewca (ВВАУЛ) w Charkowie oraz Szkołę Pilotów Doświadczalnych (tamże). Dosłużył się stopnia generała porucznika radzieckich Sił Powietrznych.
Szkolenie do lotu w kosmos rozpoczął w sierpniu 1976, pierwotnie jako kandydat na pilota w programie Buran. W latach –1977 szkolił się w 267. Centrum Sprzętu Lotniczego i Szkolenia Pilotów Testowych w Achtubinsku, w latach 1977–1978 w Centrum Wyszkolenia Kosmonautów im. J. Gagarina. Został powołany do korpusu kosmonautów 1 grudnia 1978. Przydzielono go do programu TKS będącego pierwotnie częścią programu Ałmaz – serii wojskowych baz orbitalnych. Mimo skasowania programu głównego, pojazdy TKS nadal miały być wysyłane na stacje cywilne typu Salut.
17 września 1985 został dowódcą lotu Sojuz T-14, wchodzącego w skład misji EO-4 na stację kosmiczną Salut 7, gdzie wraz z Aleksandrem Wołkowem i Gieorgijem Grieczką dołączył do przebywających na orbicie Władimira Dżanibekowa i Wiktora Sawinycha. Pierwotnie misja miała trwać sześć miesięcy. Wasiutin miał wykonać bogaty program naukowych i wojskowych testów i ćwiczeń w module Kosmos 1686, który zadokował do Saluta autonomicznie w październiku tego roku. Wkrótce po przybyciu na orbitę Wasiutin zachorował i nie był w stanie pełnić swoich obowiązków. Zamiast planowanej półrocznej misji, spędził w kosmosie niespełna 65 dni i stan zdrowia zmusił go do powrotu na Ziemię. Przyczyną jego problemów zdrowotnych była infekcja prostaty, która wywołała gorączkę i zapalenie.
25 lutego 1986 odszedł ze służby w korpusie kosmonautów. Po rezygnacji został zastępcą szefa wydziału w Szkole Sił Powietrznych im. Gagarina w Moninie.

## Życie prywatne
Był żonaty, miał dwoje dzieci. Zmarł na raka.

## Nagrody i odznaczenia
- Bohater Związku Radzieckiego
- Lotnik Kosmonauta ZSRR
- Order Lenina
- Medal „Za umacnianie braterstwa broni” (ZSRR)
- Medal za Umacnianie Braterstwa Broni (Rosja)
- Odznaka Braterstwa Broni (PRL)
- Order Honoru (Rosja)
- Universal Astronaut Insignia za lot orbitalny (nr 182, pośmiertnie) – Stowarzyszenie Uczestników Lotów Kosmicznych (Association of Space Explorers(inne języki))[5]